# Sproxton, Leicestershire
Sproxton är en ort och civil parish i Storbritannien.   Den ligger i grevskapet Leicestershire och riksdelen England, i den sydöstra delen av landet, 150 km norr om huvudstaden London. Sproxton ligger 131 meter över havet och antalet invånare är 480.
Terrängen runt Sproxton är platt. Runt Sproxton är det ganska tätbefolkat, med 90 invånare per kvadratkilometer. Närmaste större samhälle är Grantham, 12,8 km nordost om Sproxton. Trakten runt Sproxton består till största delen av jordbruksmark.